# Cumbia
Cumbia este un gen de muzică populară răspândit pe coasta caraibă a Columbiei,  în Panama și în alte țări hispanofone, precum Argentina, Mexic sau Peru. 